# حبیب بقایی
حبیب بقایی (زادهٔ ۱۰ خرداد ۱۳۲۹ در شیراز) سرتیپ خلبان نورثروپ اف-۵ نیروی هوایی ارتش جمهوری اسلامی ایران و فرمانده آن نیرو در فاصله ۶ بهمن ۱۳۷۳ تا ۶ مرداد ۱۳۸۰ بود. پس از آن وی از ۱۳۸۰ تا ۱۳۸۴ به‌عنوان سومین جانشین فرمانده کل ارتش فعالیت می‌کرد. وی از فرماندهان ارشد نیروی هوایی ارتش در خلال جنگ ایران و عراق محسوب می‌شود. بقایی هم‌اکنون از اعضای گروه مشاورین نظامی رهبر جمهوری اسلامی ایران می‌باشد.

## زندگی‌نامه
حبیب بقایی در سال ۱۳۲۹ در شهر شیراز، از پدر و مادری که اهل اسدآباد، ابرکوه، یزد بودند، زاده شد. سال ۱۳۴۸ وارد دانشکده افسری شد. سرلشکر موسی نامجوی از جمله اساتیدش بود. سپس وارد دانشکده خلبانی نیروی هوایی شد و پس از گذراندن مقدمات آموزش پرواز در ایران، به منظور تکمیل دوره خلبانی به کشور آمریکا اعزام شد. آنگاه پس از اخذ دانشنامه خلبانی به ایران بازگشت و با درجه ستوان دومی در پایگاه چهارم شکاری دزفول به عنوان خلبان هواپیمای اف-۵ مشغول به خدمت شد.
وی در سال ۱۳۵۴ ازدواج کرد و دو پسر و یک دختر دارد، که هر سه ازدواج کرده‌اند. بقایی از دوستان نزدیک عباس بابایی بود. سابقه آشنایی آنها به سال ۱۳۵۴ در پایگاه هوایی دزفول باز می‌گردد. او همچنین در آن سال در پایگاه دزفول با مصطفی اردستانی هم خدمت بوده است و در سال‌های بعد در پایگاه ششم شکاری بوشهر و پایگاه دوم شکاری تبریز نیز همکاری آنها ادامه داشت. بقایی در دوران دبیرستان نیز با عباس دوران همکلاسی بوده است.

## جنگ ایران و عراق
بقایی در آغاز جنگ ایران و عراق در پایگاه دوم شکاری تبریز خدمت می‌کرد و از آنجا به طور مستمر در عملیات‌های تلافی‌جویانه برای انهدام تأسیسات و اهداف نظامی در خاک عراق شرکت می‌کرد، از جمله اینکه در تاریخ ۱۲ آبان سال ۱۳۵۹ به همراه تعداد دیگری از خلبانان آن پایگاه، با ۲ فروند هواپیمای تایگر اف-۵ به تأسیسات نفت و گاز و پالایشگاه کرکوک یورش بردند و بخش اعظم تأسیسات مذکور را منهدم کردند. از سال ۱۳۶۲ به عنوان خلبان هواپیمای اف-۵ و سپس افسر عملیات به پایگاه دزفول منتقل شد. هنگامی که در سال ۱۳۶۳ با تدبیر عباس بابایی، قرارگاه رعد در پایگاه شکاری امیدیه تشکیل شد، بقایی مسئولیت فرماندهی پایگاه امیدیه را برعهده داشت. از جمله دیگر افرادی که در این قرارگاه مستقیماً عملیات‌های آفندی و پدافندی را طراحی و عملیاتی می‌کردند، منصور ستاری و علی غلامی بودند. این در حالی بود که تا پیش از آن باید در تهران دربارهٔ عملیات‌ها تصمیم‌گیری می‌شد و سپس با امریه و نامه‌نگاری و تلفن به اطلاع منطقه می‌رسید. بقایی از سال ۱۳۶۶ در دزفول به‌عنوان فرمانده پایگاه چهارم شکاری و فرمانده عملیات منطقه هوایی خوزستان و نماینده قرارگاه پدافند استقرار یافت و این مسئولیت فرماندهی پایگاه تا سال ۱۳۷۳ ادامه پیدا کرد.

## فرماندهی نیروی هوایی ارتش
پس از آن که منصور ستاری در دی ماه سال ۱۳۷۳ حین بازگشت از مأموریت، در حوالی پایگاه هوایی اصفهان دچار سانحه هوایی شد و درگذشت، حبیب بقایی در تاریخ ۶ بهمن ۱۳۷۳ با حکم سیدعلی خامنه‌ای، به فرماندهی نیروی هوایی ارتش منصوب شد. وی تا ششم خرداد ۱۳۸۰ در این سمت باقی ماند.

## جانشین فرمانده کل ارتش
حبیب بقایی در تاریخ ۶ خرداد ۱۳۸۰ با حکم  سید علی خامنه‌ای به سمت جانشین فرماندهی کل ارتش منصوب شد و تا ۴ مهرماه ۱۳۸۴ در این سمت باقی ماند.

## نشان درجه ۳ فتح
حبیب بقایی در تاریخ ۵ مهرماه سال ۱۳۶۸ به همراه ۵۳ نفر از فرماندهان تراز اول جنگ ایران و عراق، مفتخر به دریافت نشان فتح درجه ۳ از رهبر جمهوری اسلامی گردید. همچنین در مهرماه ۱۳۷۶ در مراسم اعطای نشان به طراحان هواپیمای آذرخش توسط رهبر جمهوری اسلامی از سرتیپ حبیب بقایی نیز تجلیل شد. در اسفندماه ۱۳۸۹ نیز توسط سیدحسن فیروزآبادی در همایش چهره‌های ماندگار نیروی هوایی ارتش، از حبیب بقایی و ۲۲ نفر از خلبانان نیروی هوایی ارتش تجلیل شد. در آذرماه سال ۱۳۹۴ نیز در کنگره ملی سربازان صلح ایران از حبیب بقایی به عنوان یکی از شش نفر اسوه صلح و اقتدار، تجلیل به عمل آمد.

## جایزه‌ها و نشان‌های افتخار
این بخش شامل نشان‌ها و جایزه‌های رسمی حبیب بقایی است، که بر روی لباس همسان او نصب می‌شود، ولی جایزه‌های غیرنظامی و غیررسمی را در برنخواهد داشت.

### آرم‌ها
| آرم‌های سینه    |                         |
| آجا            | دانشگاه فرماندهی و ستاد |
| خلبان جنگندهF5 |                         |

| آرم‌های بازو |
| نهاجا       |

### نوار نشان‌ها
|  |  |  |
|  |  |  |
|  |  |  |

### نام نشان‌ها
| دوره دافوس             |                  |           |
| نشان فتح درجه سه       | نشان فتح درجه دو |           |
| دوره دوم دانشگاه افسری | دوره مقدماتی     | دوره عالی |